# Spirembolus bilobatus
Spirembolus bilobatus là một loài nhện trong họ Linyphiidae.
Loài này thuộc chi Spirembolus. Spirembolus bilobatus được Ralph Vary Chamberlin & Wilton Ivie miêu tả năm 1945.